# Segunda Batalha de Bedríaco
Segunda Batalha de Bedríaco foi uma das duas batalhas travadas no "ano dos quatro imperadores" (69) perto da vila de Bedríaco (moderna Calvatone, na Itália), a cerca de 35 quilômetros da cidade de Cremona, na Lombardia. O local exato da batalha fica entre Bedríaco e Cremona e, por isto, esta batalha é também chamada de Segunda Batalha de Cremona.

## Contexto
Depois da derrota na Primeira Batalha de Bedríaco, as legiões das províncias orientais da Judeia e Síria proclamaram Vespasiano como imperador. Ele havia recebido o comando da Judeia de Nero em 67 com a missão de acabar com a revolta dos judeus. Ele conseguiu o apoio do governador da Síria, Caio Licínio Muciano, e enviou para Roma uma poderosa força alistada das legiões da Judeia e Síria comandada por Muciano. Ele próprio seguiu para o Egito para assegurar o controle do suprimento de cereais para Roma.
Antes que as legiões orientais pudessem chegar a Roma, as legiões da fronteira do Danúbio (Récia e Mésia) também declararam apoio a Vespasiano (agosto). Três destas legiões, a III Gallica, VIII Augusta e a VII Claudia já estavam a caminho da cidade para apoiar Otão quando souberam da derrota e foram obrigados a apoiar Vitélio. Quando souberam do golpe de Vespasiano, imediatamente passaram a apoiá-lo. Eles persuadiram as duas outras legiões a se juntarem a eles, a VII Galbiana e a XIII Gemina. Para a décima-terceira, foi uma decisão fácil, pois, sendo uma das derrotadas na Primeira Batalha de Bedríaco, estava encarregada, como punição, de construir anfiteatros para Aulo Cecina Alieno e Fábio Valente, os comandantes de Vitélio na batalha.
Lideradas pelo comandante da VII Galbiana, Marco Antônio Primo, as duas marcharam para Roma e, como tinham muito menos distância para cobrir, alcançaram a Itália antes das tropas de Muciano.
Quando Vitélio soube da aproximação de Antônio, despachou Cecina à frente de um poderoso exército, composto pela XXI Rapax, V Alaudae, I Italica e a XXII Primigenia, além de vexillationes de sete outras legiões e forças auxiliares. A primeira das legiões de Antônio chegou em Verona e, embora tenha sido pressionada a atacar antes da chegada do resto do exército (Valente atrasou-se em Roma por causa de uma enfermidade), Cecina recusou-se a fazê-lo, pois estava conspirando com Lucílio Basso, o comandante da Classis Ravennas, a frota romana em Ravena, para que eles deixassem a causa de Vespasiano. Suas tropas se recusaram a seguir Basso e prenderam Cecina. 

## Batalha
O exército de Cecina, agora sem o general, seguiu para Cremona. Antônio, que estava em Bedríaco, também seguiu para lá com uma força de cavalaria e encontrou no caminho a vanguarda do exército viteliano em 24 de outubro, o que resultou numa escaramuça. Depois de enviar emissários a Bedríaco para convocar suas legiões, Antônio levou a melhor e obrigou o recuo das tropas vitelianas para seu acampamento em Cremona.
As forças de Antônio seguiram pela Via Postumia na direção de Cremona e encontraram o poderoso exército de Vitélio, agora reforçado por outras legiões, incluindo a legio IIII Macedonica, mas ainda sem um comandante, pois Valente ainda não havia chegado. A noite já havia caído e a batalha continuou na escuridão. A VII Galbiana, do próprio Antônio, sofreu pesadas perdas e perdeu sua águia por um tempo — um de seus centuriões sacrificou a vida para recuperá-la depois. Finalmente, as forças de Antônio começaram a se impor e o ponto de virada ocorreu quando amanheceu. A III Gallica, de Antônio, havia servido na Síria por muitos anos e, lá, passou a adotar um costume local. Conforme o sol emergia, ela se voltou para o oriente para saudá-lo e este ato foi mal-interpretado pelas forças vitelianas, que pensaram que ela estava saudando reforços vindos do oriente e se apavoraram. O acampamento viteliano, para onde suas forças haviam recuado, foi tomado por Antônio, que em seguida atacou Cremona, que se rendeu, mas foi queimada mesmo assim pelas tropas vitoriosas.
Antônio seguiu para a Roma, prendeu Vitélio e o executou logo depois. O caminho estava aberto para Vespasiano assumir o trono, o evento que encerrou a sangrenta crise de 69.